# Jean de Varennes
Jean de Varennes (bl. Ende des 13. Jahrhunderts) war ein französischer Adliger, Militär und Marschall.

## Leben
Zu Herkunft und zu den familiären Verhältnissen, zu Ehe und Nachkommen und zu Gütern Jean de Varennes ist nichts bekannt. Eine Verwandtschaft mit Florent de Varennes, Seigneur de Varennes, dem ersten Admiral von Frankreich, der 1270 auf dem Siebten Kreuzzug vor Tunis starb, ist naheliegend, aber nicht belegt.
1288 und 1292, also zur Zeit des Königs Philipp IV., ist Jean de Varennes als Marschall von Frankreich bezeugt. Connétable von Frankreich war zu dieser Zeit Raoul II. de Clermont. Wesentliche militärische Auseinandersetzungen mit französischer Beteiligung, in die er involviert gewesen sein könnte, sind ebenfalls nicht bekannt.